# باتريك ساباتير
باتريك ساباتير (بالفرنسية: Patrick Sabatier)‏ هو مقدم برامج إذاعية فرنسي، ولد في 12 نوفمبر 1951 في باريس في فرنسا.

## وصلات خارجية
- باتريك ساباتير على موقع IMDb (الإنجليزية)
- باتريك ساباتير على موقع ميوزك برينز (الإنجليزية)
- باتريك ساباتير على موقع ديسكوغز (الإنجليزية)
- باتريك ساباتير على موقع قاعدة بيانات الفيلم (الإنجليزية)